# Nagroda im. Akutagawy
Nagroda im. Akutagawy (jap. 芥川龍之介賞 Akutagawa Ryūnosuke Shō) – najbardziej prestiżowa nagroda literacka dla nowych autorów w Japonii.
Nagrodę ustanowił w 1935 roku Kan Kikuchi, pisarz, twórca i redaktor magazynu „Bungei Shunjū” (文藝春秋, „Wiosny i Jesienie Literackie”, od 1923) dla uczczenia pamięci swojego przyjaciela, powieściopisarza Ryūnosuke Akutagawy. 
Nagroda jest sponsorowana przez Nihon Bungaku Shinkōkai (日本文学振興会, The Society for the Promotion of Japanese Literature, od 1938) i jest wręczana dwa razy w roku (w styczniu i lipcu), pod warunkiem, że sędziowie znajdą odpowiedniego kandydata. Laureat otrzymuje tradycyjnie zegarek kieszonkowy (główna nagroda) i nagrodę pieniężną w wysokości 1 mln jenów. Książka, za którą laureat dostał nagrodę, zostaje opublikowana na łamach „Bungei Shunjū”.

## Laureaci[2]
Laureaci są wymienieni w kolejności chronologicznej przyznawania nagród, według japońskiej zasady nazwisko/imię. Oznaczenia „/1” i „/2” odnoszą się odpowiednio do pierwszej i drugiej połowy roku.

- 1935/1: Tatsuzō Ishikawa Sōbō (蒼氓)
- 1935/2: nie przyznano
- 1936/1: Oda Takeo Jōgai (城外) i Tsuruta Tomoya Koshamain-ki (コシャマイン記)
- 1936/2: Ishikawa Jun Fugen (普賢) i Tomisawa Uio Chichūkai (地中海)
- 1937/1: Ozaki Kazuo Nonki megane (暢気眼鏡)
- 1937/2: Hino Ashihei Fun’nyōtan (糞尿譚)
- 1938/1: Nakayama Gishū Atsumonozaki (厚物咲)
- 1938/2: Nakazato Tsuneko Noriai basha (乗合馬車)
- 1939/1: Handa Yoshiyuki Niwatori sōdō (鶏騒動) i Hase Ken Asakusa no kodomo (あさくさの子供)
- 1939/2: Samukawa Kotarō Mitsuryōsha (密猟者)
- 1940/1: nie przyznano
- 1940/2: Sakurada Tsunehisa Hiraga gen’nai (平賀源内)
- 1941/1: Tada Yukei Chōkō deruta (長江デルタ)
- 1941/2: Shibaki Yoshiko Seika no ichi (青果の市)
- 1942/1: nie przyznano
- 1942/2: Kuramitsu Toshio Renrakuin (連絡員)
- 1943/1: Ishizuka Kikuzo Chanzū no koro (纒足の頃)
- 1943/2: Tōnobe Kaoru Washi (和紙)
- 1944/1: Yagi Yoshinori Ryūkanbu (劉広福) i Obi Jūzō Tōhan (登攀)
- 1944/2: Shimizu Motoyoshi Karitachi (雁立)
- 1945–1948: nie przyznano
- 1949/1: Kotani Tsuyoshi Kakushō (確証) i Yuki Shigeko Hon no hanashi (本の話)
- 1949/2: Inoue Yasushi Tōgyū (闘牛)
- 1950/1: Tsuji Ryōichi Ihōjin (異邦人)
- 1950/2: nie przyznano
- 1951/1: Abe Kōbō Kabe: S. Karuma-shi no hanzai (壁－S・カルマ氏の犯罪) i Ishikawa Toshimitsu Haru no kusa (春の草)
- 1951/2: Hotta Yoshie Hiroba no kodoku / Kankan (広場の孤独 / 漢奸)
- 1952/1: nie przyznano
- 1952/2: Gomi Kosuke Sōshin (喪神) i Matsumoto Seichō Aru 'Kokura Nikki' den (或る『小倉日記』伝)
- 1953/1: Yasuoka Shōtarō Warui nakama / Inki na tanoshimi (悪い仲間 / 陰気な愉しみ)
- 1953/2: nie przyznano
- 1954/1: Yoshiyuki Junnosuke Shūu (驟雨)
- 1954/2: Kojima Nobuo Amerikan sukūru (アメリカン・スクール) i Shōno Junzō Pūrusaido shōkei (プールサイド小景)
- 1955/1: Endō Shūsaku Shiroi hito (白い人)
- 1955/2: Ishihara Shintarō Taiyō no kisetsu (太陽の季節)
- 1956/1: Kondō Keitarō Kaijinfune (海人舟)
- 1956/2: nie przyznano
- 1957/1: Kikumura Itaru Iōjima (硫黄島)
- 1957/2: Kaikō Ken Hadaka no ōsama (裸の王様)
- 1958/1: Ōe Kenzaburō Shiiku (飼育)
- 1958/2: nie przyznano
- 1959/1: Shiba Shirō Santō (山塔)
- 1959/2: nie przyznano
- 1960/1: Kita Morio Yoru to kiri no sumi de (夜と霧の隅で)
- 1960/2: Miura Tetsuo Shinobukawa (忍ぶ川)
- 1961/1: nie przyznano
- 1961/2: Uno Koichirō Kujiragami (鯨神)
- 1962/1: Kawamura Akira Bitan no shuppatsu (美談の出発)
- 1962/2: nie przyznano
- 1963/1: Gotō Kiichi Shōnen no hashi (少年の橋) i Kōno Taeko Kani (蟹)
- 1963/2: Tanabe Seiko Kanshō ryokō (感傷旅行)
- 1964/1: Shiba Shō Saredo waga hibi (されどわれらが日々)
- 1964/2: nie przyznano
- 1965/1: Tsumura Setsuko Gangu (玩具)
- 1965/2: Takai Yūichi Kita no kawa (北の河)
- 1966/1: nie przyznano
- 1966/2: Maruyama Kenji Natsu no nagare (夏の流れ)
- 1967/1: Ōshiro Tatsuhiro Kakuteru Pātī (カクテル・パーティー)
- 1967/2: Kashiwabara Hyōzō Tokuyama Dōsuke no kikyō (徳山道助の帰郷)
- 1968/1: Maruya Saiichi Toshi no nagori (年の残り) i Ōba Minako Sanbiki no kani (三匹の蟹)
- 1968/2: nie przyznano
- 1969/1: Shōji Kaoru Akazukin-chan ki wo tsukete (赤頭巾ちゃん気をつけて) i Takuba Hideo Fukaikawa (深い河)
- 1969/2: Kiyooka Takayuki Akashiya no tairen (アカシヤの大連)
- 1970/1: Yoshida Tomoko Mumyōchōya (無明長夜) i Furuyama Komao Pureō eito no yoake (プレオー8の夜明け)
- 1970/2: Furui Yoshikichi Yōko (杳子)
- 1971/1: nie przyznano
- 1971/2: Ri Kaisei Kinuta wo utsu onna (砧をうつ女) i Higashi Mineo Okinawa no shōnen (オキナワの少年)
- 1972/1: Hatayama Hiroshi Itsuka kiteki wo narashite (いつか汽笛を鳴らして) i Miyahara Akio Dare ka ga sawatta (誰かが触った)
- 1972/2: Yamamoto Michiko Betty-san no niwa (ベティさんの庭) i Go Shizuko Rekuiemu (レクイエム)
- 1973/1: Miki Taka Hiwa (鶸)
- 1973/2: Noro Kuninobu Kusa no tsurugi (草のつるぎ) i Mori Atsushi Gassan (月山)
- 1974/1: nie przyznano
- 1974/2: Hino Keizō Ano yūhi (あの夕陽) i Sakata Hiro Tsuchi no utsuwa (土の器)
- 1975/1: Hayashi Kyōko Matsuri no ba (祭りの場)
- 1975/2: Nakagami Kenji Misaki i Okamatsu Kazuo Shikinoshima (志賀島)
- 1976/1: Murakami Ryū Kagirinaku tōmei ni chikai burū (限りなく透明に近いブルー)
- 1976/2: nie przyznano
- 1977/1: Mita Masahiro Bokutte nani (僕って何) i Ikeda Masuo Eegekai ni sasagu (エーゲ海に捧ぐ)
- 1977/2: Miyamoto Teru Hoterugawa (蛍川) i Taki Shuzo Kaya no ki matsuri (榧の木祭り)
- 1978/1: Takahashi Kiichirō Nobuya (伸予) i Takahashi Michitsuna Kugatsu no sora (九月の空)
- 1978/2: nie przyznano
- 1979/1: Shigekane Yoshiko Yamaai no kemuri (やまあいの煙) i Aono Sō Gusha no yoru (愚者の夜)
- 1979/2: Mori Reiko Mokkingubaado no iru machi (モッキングバードのいる町)
- 1980/1: nie przyznano
- 1980/2: Otsuji Katsuhiko Chichi ga kieta (父が消えた)
- 1981/1: Yoshiyuki Rie Chisana kifujin (小さな貴婦人)
- 1981/2: nie przyznano
- 1982/1: nie przyznano
- 1982/2: Katō Yukiko Yube no kabe (夢の壁) i Kara Jūrō Sagawa-kun kara no tegami (佐川君からの手紙)
- 1983/1: nie przyznano
- 1983/2: Kasahara Jun Mokuji no sekai (杢二の世界) i Takagi Nobuko Hikari daku tomo yo (光抱く友よ)
- 1984/1: nie przyznano
- 1984/2: Kizaki Satoko Aogiri (青桐)
- 1985/1: nie przyznano
- 1985/2: Kometani Fumiko Sugikoshi no matsuri (過越しの祭)
- 1986/1: nie przyznano
- 1986/2: nie przyznano
- 1987/1: Murata Kiyoko Nabe no naka (鍋の中)
- 1987/2: Ikezawa Natsuki Sutiru Raifu (スティル・ライフ) i Miura Kiyohiro Chōnan no shukke (長男の出家)
- 1988/1: Arai Man Tazunebito no jikan (尋ね人の時間)
- 1988/2: Nagi Keishi Daiyamondo Dasuto (ダイヤモンドダスト) i I Yanji Yuhi (由熙)
- 1989/1: nie przyznano
- 1989/2: Ōoka Akira Hyōsō seikatsu (表層生活) i Takizawa Mieko Nekobaba no iru machi de (ネコババのいる町で)
- 1990/1: Tsujihara Noboru Mura no namae (村の名前)
- 1990/2: Ogawa Yōko Ninshin karendaa (妊娠カレンダー)
- 1991/1: Henmi Yō Jidō kishō sōchi (自動起床装置) i Ogino Anna Seoi mizu (背負い水)
- 1991/2: Matsumura Eiko Apatōn (至高聖所　アバトーン)
- 1992/1: Fujiwara Tomomi Untenshi (運転士)
- 1992/2: Tawada Yōko Inumuko iri (犬婿入り)
- 1993/1: Yoshimeki Haruhiko Sekiryōkōya (寂寥郊野)
- 1993/2: Okuizumi Hikaru Ishi no raireki (石の来歴)
- 1994/1: Muroi Mitsuhiro Odorodeku (おどるでく) i Shōno Yoriko Taimu surippu konbinaato (タイムスリップ・コンビナート)
- 1994/2: nie przyznano
- 1995/1: Hosaka Kazushi Kono hito no iki (この人の閾）)
- 1995/2: Eiki Matayoshi Buta no mukui (豚の報い)
- 1996/1: Kawakami Hiromi Hebi wo fumu (蛇を踏む)
- 1996/2: Tsuji Hitonari Kaikyō no hikari (海峡の光) i Miri Yu Kazoku shinema (家族シネマ)
- 1997/1: Medoruma Shun Suiteki (水滴)
- 1997/2: nie przyznano
- 1998/1: Hanamura Mangetsu Gerumaniumu no yoru (ゲルマニウムの夜) i Fujisawa Shū Buenosu Airesu gozen reiji (ブエノスアイレス午前零時)
- 1998/2: Hirano Keiichirō Nisshoku (日蝕)
- 1999/1: nie przyznano
- 1999/2: Gengetsu Kage no sumika (蔭の棲みか) i Fujino Chiya Natsu no yakusoku (夏の約束)
- 2000/1: Machida Kō Kiregire (きれぎれ) i Matsuura Hisaki Hana kutashi (花腐し)
- 2000/2: Seirai Yuichi Seisui (聖水) i Horie Toshiyuki Kuma no shikiishi (中陰の花)
- 2001/1: Gen’yū Sōkyū Chūin no hana (中陰の花)
- 2001/2: Nagashima Yū Mōsupīdo dewa haha (猛スピードで母は)
- 2002/1: Yoshida Shūichi Paaku raifu (パーク・ライフ)
- 2002/2: Daidō Tamaki Shoppai doraibu (しょっぱいドライブ)
- 2003/1: Yoshimura Manichi Hariganemushi (ハリガネムシ)
- 2003/2: Wataya Risa Keritai senaka (蹴りたい背中) i Kanehara Hitomi Hebi ni piasu (蛇にピアス)
- 2004/1: Mobu Norio Kaigo nyūmon (介護入門)
- 2004/2: Abe Kazushige Gurando finaare (グランド・フィナーレ)
- 2005/1: Nakamura Fuminori Tsuchi no naka no kodomo (土の中の子供)
- 2005/2: Itoyama Akiko (Oki de matsu 沖で待つ)
- 2006/1: Itō Takami Hachigatsu no rojō (八月の路上に捨てる).
- 2006/2: Aoyama Nanae Hitori Biyori (ひとり日和)
- 2007/1: Suwa Tetsushi, Asatte no hito（アサッテの人）
- 2007/2: Kawakami Mieko, Chichi to Ran (乳と卵)
- 2008/1: Yang Yi, Toki ga nijimu asa (時が滲む朝)
- 2008/2: Tsumura Kikuko, Potosuraimu no fune (ポトスライムの舟)
- 2009/1: Isozaki Ken'ichirō, Tsui no sumika (終の住処)
- 2009/2: nie przyznano
- 2010/1: Akazome Akiko, The Anonymous Tip of a Virgin (乙女の密告)
- 2010/2: Asabuki Mariko, Kikotowa (きことわ)
- 2010/2: Nishimura Kenta, Kueki ressha (苦役列車)
- 2011/1: nie przyznano
- 2011/2: Enjō Tō, Dōkeshi no chō (道化師の蝶) i Tanaka Shin’ya, Tomogui (共喰い)
- 2012/1: Kashimada Maki, Meido meguri (冥土めぐり)
- 2012/2: Kuroda Natsuko, ab sango (abさんご)
- 2013/1: Fujino Kaori, Tsume to me (爪と目)
- 2013/2: Oyamada Hiroko, Ana (穴)
- 2014/1: Shibasaki Tomoka, Haru no niwa (春の庭)
- 2014/2: Ono Masatsugu, Kyūnen mae no inori (九年前の祈り)
- 2015/1: Hada Keisuke, Sukurappu ando birudo (スクラップ・アンド・ビルド)
- 2015/2: Matayoshi Naoki, Hibana (火花)
- 2016/1: Murata Sayaka, Dziewczyna z konbini (コンビニ人間)
- 2016/2: Yamashita Sumito, Shinsekai (しんせかい)
- 2017/1: Numata Shinsuke, Eiri (影裏)
- 2017/2: Ishii Yūka, Hundred Year Mud (百年泥) i Wakatake Chisako, I Go As I Go By Myself (おらおらでひとりいぐも)
- 2018/1: Takahashi Hiroki, Okuribi (送り火)
- 2018/2: Ueda Takahiro, Nimuroddo (ニムロッド) i Machiya Ryōhei, (1R ‹いちらうんど› 1分34秒)
- 2019/1: Imamura Natsuko, Murasaki no sukāto no onna (むらさきのスカートの女)
- 2020/2: Rin Usami, Oshi, moyu (推し、燃ゆ)[4]